# 沔州之战
沔州之战，南宋端平二年（元太宗七年，1235年），蒙古帝国攻打宋朝沔州（今陕西省略阳县）的战役。
端平元年（1234年）六月，窝阔台以南宋背盟为由，派军两路攻打南宋。一路由阔出率军攻打荆襄，一路由阔端率军攻打四川。端平二年（1235年）十一月，阔端率西路军在巩昌（今甘肃省陇西县西）迫降金朝旧将汪世显部。十二月，阔端任用汪世显为先锋，从凤州（今陕西省凤县）进达到西川的西池谷（今甘肃省康县东南），继续向沔州进军。
四川制置使赵彦呐主张退守大安（今陕西省宁强县西北），沔州知州高稼认为守沔州蜀地可存，弃守沔州蜀地將亡，反对退守大安。赵彦呐表示与高稼一起守沔州。临战前，赵彦呐逃走，高稼独守沔州。蒙古军从白水关（今陕西省略阳县北）入六股株（今陕西省略阳县东北）攻打沔州。沔州是宋朝西边的门户，经过金朝、蒙古军的进攻，没有城郭保卫百姓，高稼据山为阻，以疑兵之计，居高处指挥战斗。赵彦呐部将何邻赴援，蒙古军到达，何邻逃走，宋军溃败，高稼战死，蒙古军攻下沔州，赵彦呐屯守青野原（今陕西省略阳县北），被蒙古军包围。屯守石门（今陕西省略阳县西北）的利州都统制曹友闻率军援救，击败蒙古军，为赵彦呐解围。蒙將汪世显于是转攻大安。曹友闻派王资、白再兴到鸡冠隘（今陕西省勉县西南）防守，派左军统制王进到阳平关（今陕西省勉县西老勉县）驻守，曹友闻到溪岭指挥。数万蒙古军到达阳平关。曹友闻派左军和游奕军出击，自己率帐兵和背嵬军冲到阵前，左右驰射。蒙古軍退兵，曹友闻认为蒙古军会转攻鸡冠隘，派陈庚、当可率兵救援。蒙古步骑万余人攻打鸡冠隘，陈庚率五百骑兵，时当率领步兵左右并进，守城的王资、白再兴出关作战，两面夹击，蒙古军大敗。曹友闻北进，收复仙人关（今甘肃省徽县东南），蒙古军只好退出宋境。